# Napaea (mythologie)
De napaea of napaeae (νάπη) waren verlegen maar vrolijke dryaden (nimfen) uit de Griekse mythologie. Ze leefden in kleine grotten en nauwe dalen, en hielden de jachtgodin Artemis gezelschap.
Napaeae is ook de soortnaam van een bepaalde vlinder.